# Carmelo Bene
Carmelo Bene, född 3 september 1937 i Campi Salentina i Apulien, död 16 mars 2002 i Rom, var en italiensk teater- och filmregissör samt skådespelare och dramatiker.

## Biografi
1957 började Carmelo Bene studera skådespeleri vid Accademia nazionale d'arte drammatica i Rom men hoppade av efter ett år. Tillsammans med regissören Alberto Ruggiero startade han en egen teatergrupp. 1959 hade de premiär på Albert Camus Caligula på Teatro delle Arti i Rom i regi av Ruggiero och med Bene i huvudrollen. Två år senare satte han själv upp pjäsen på Teatro Politeama i Genua. Detta var hans regidebut och ett första prov på det bildstormande som skulle bli hans främsta kännetecken tillsammans med massakrer på klassiker. Hans första stora skandal kom 1963 då han satte upp Alberto Grecos Cristo '63 på sin egen Teatro Laboratorio i Rom. Föreställningen stoppades av polisen med hänvisning till obscenitet och hädelse. De två motiv han återkom till flest gånger var William Shakespeares Hamlet och Carlo Collodis Pinocchio. Hamlettemat uppehöll han sig vid i fem uppsättningar samt i filmen Un Amleto di meno (En Hamlet mindre) 1973. Första gången han regisserade Hamlet var 1961 på Teatro Laboratorio och sista gången var 1987 med den definitivt ironiska adaptionen Hommelette for Hamlet av Jules Laforgue. Efter en längre tids frånvaro på grund av sjukdom återkom han till offentligheten i slutet av 1990-talet och möttes av en aktning som han inte fått uppleva tidigare. Hans största framgång på teatern var den tekniskt avancerade uppsättningen av Pinocchio på Roms största teater, Teatro Argentina 1998. Som teatermakare var han främst inspirerad av Antonin Artaud och dennes idéer om grymhetens teater. I protest mot att Dario Fo tilldelats Nobelpriset i litteratur sade Bene att det bara var två personer som revolutionerat teatern under 1900-talet, Artaud och han själv. Carmelo Bene har kallats den italienska teaterns och filmens enfant terrible. Hans mest uppmärksammade film var debuten Nostra Signora dei Turchi 1968 som handlade om turkiska flottans angrepp på Otranto 1480. Som filmmakare har hans stil jämförts med Peter Greenaway, Derek Jarman och Pier Paolo Pasolini. 1967 spelade Carmelo Bene rollen som Kreon i den senares Edipo re (Kung Oidipus).